# Programa del Diploma del Batxillerat Internacional
El Programa del Diploma del Batxillerat Internacional (abreviat PDBI, o IBDP en anglès), administrat per l'Organització del Batxillerat Internacional (OBI), és un programa educatiu de dos anys de durada orientat a estudiants d'entre 16 i 19 anys, que proveu una qualificació d'accés a l'educació superior reconegut per nombroses universitats i governs de tot el món. Fou concebut als anys 60 com un sistema comú d'ensenyament a les escoles internacionals que facilités la mobilitat de fills de militars i diplomàtics. Gràcies al seu prestigi acadèmic, actualment s'oferix a gairebé 2.500 centres al voltant de 127 països (dades d'abril, 2014). El programa està disponible en anglès, castellà i francès, i existixen programes pilot en alemany i xinès.

A l'estat espanyol, el Diploma s'homologa amb la fase general de les Proves d'Accés a la Universitat. Espanya és l'octau país en nombre de centres adscrits, amb un total de 72, dels quals 24 són públics. Als Països Catalans hi han quatre centres públics adscrits: els IES Jaume Vicens Vives Arxivat 2014-04-09 a Wayback Machine. a Girona, Pere Boïl a Manises, Son Pacs a Palma i a l'institut Moisès Broggi a Barcelona. També s'ofereix en diversos centres privats, com al col·legi Bell·lloc del Pla a Girona, o a l'Escola Internacional del Camp, l'únic a la provincia de Tarragona.

## Currículum
El currículum del BI conté sis grups d'assignatures i un tronc comú compost per tres requeriments independents. Els alumnes estudien una assignatura de cadascun dels sis grups, de les quals tres es cursen a Nivell Superior (NS, 240 hores lectives per assignatura) i les altres tres a Nivell Mitjà (NM, 150 hores lectives per assignatura). Els components del tronc comú són la Monografia, el curs de Teoria del Coneixement i les hores de Creativitat, Acció i Servei.

### Grup 1: Estudis de llengua i literatura
Inclou tres assignatures de llengua i literatura:
- Llengua A: Literatura (NM i NS): L'alumne llegeix entre 10 i 13 obres literàries i desenvolupa la seua capacitat d'emetre judicis literaris independents.
- Llengua A: Llengua i literatura (NM i NS): Es basa en l'estudi de la llengua en diversos àmbits lingüístics, amb un component menor de literatura.
- Literatura i representació teatral (només NM, assignatura interdisciplinària): Combina l'anàlisi literari amb la representació teatral.

Estes assignatures s'avaluen amb dues proves escrites d'entre hora i mitja i 2 hores, i una sèrie d'activitats orals avaluades internament. Les proves escrites es basen en l'elaboració d'un comentari de text i d'un assaig de literatura comparada.
Per garantir que l'alumne trie la seua llengua materna com a objecte d'estudi els cursos s'oferixen en més de 80 llengües i es permet l'estudi autodidacta de Llengua A: Literatura NM amb suport del centre. Els IES Jaume Vicens Vives i Son Pacs oferixen Català A: Literatura.

### Grup 2: Adquisició de llengües
Inclou:
- Llengua B: ab initio (només NM): Introducció als aspectes lingüístics i culturals d'una llengua estrangera per a alumnes sense coneixements previs.
- Llengua B (NM i NS): Estudis de llengua i cultura estrangeres per a alumnes amb coneixements intermedis. Els components d'avaluació inclouen una prova oral de 10-15 minuts, dues proves escrites de comprensió escrita i redacció i un treball escrit de literatura. El nivell acomplit al NS es correspon amb un B2 al marc europeu comú de referència.
- Llengües clàssiques (NM i NS): Inclou els cursos de Llatí i Grec antic.

### Grup 3: Individus i societats
Inclou assignatures de ciències socials i humanitats:
- Antropologia social i cultural (NM i NS)
- Economia (NM i NS)
- Empresa i gestió (NM i NS)
- Filosofia (NM i NS)
- Geografia (NM i NS)
- Història (NM i NS)
- Política global (NM i NS)
- Psicologia (NM i NS)
- Religions del món (només NM)
- Sistemes ambientals i societats (només NM, assignatura interdisciplinària)
- Tecnologies de la informació en una societat global (NM i NS)

Les assignatures tenen una estructura similar, amb dues o tres proves escrites d'avaluació externa i un treball de recerca de 2.000 paraules d'avaluació interna. Les proves escrites es basen principalment en l'escriptura d'assaigs, en comptes de preguntes curtes.

### Grup 4: Ciències experimentals
Inclou assignatures de ciències naturals i tecnologia:
- Física (NM i NS)
- Química (NM i NS)
- Biologia (NM i NS)
- Informàtica (NM i NS)
- Disseny de la tecnologia (NM i NS)
- Sistemes ambientals i societats (només NM, assignatura interdisciplinària)
- Ciències de l'esport i la salut (només NM)

Les assignatures s'avaluen de forma similar, amb un component de treballs pràctics de laboratori avaluat internament i tres proves escrites avaluades externament: una prova de resposta múltiple, una prova de preguntes curtes i estructurades sobre el temari central, i una prova de preguntes curtes i estructurades sobre el tema opcional.

### Grup 5: Matemàtiques
Inclou assignatures per a estudiants amb distints nivells de matemàtiques:
- Estudis matemàtics (només NM): Cobrix els aspectes més fonamentals per a estudiants que no desitgin continuar amb l'estudi de les matemàtiques a la universitat.
- Matemàtiques (NM): Amb un contingut més avançat que Estudis matemàtics i un major èmfasi en la resolució de problemes i el pensament matemàtic.
- Matemàtiques (NS): Amb una ampliació del temari del NM i un tema opcional a triar d'entre estadística, teoria de grups, càlcul i matemàtiques discretes.
- Ampliació de matemàtiques (només NS): Esta assignatura s'estudia al grup 6 i en combinació amb Matemàtiques NS. Inclou una ampliació del temari i l'estudi dels tres temes opcionals restants.

### Grup 6: Arts i electives
Inclouen disciplines artístiques:
- Arts visuals (NM i NS)
- Cine (NM i NS)
- Dansa (NM i NS)
- Música (NM i NS)
- Teatre (NM i NS)
- Literatura i representació teatral (només NM, assignatura interdisciplinària)

L'estudi d'una sisena assignatura és obligatori, però s'oferix la possibilitat de substituir l'assignatura d'aquest grup per una segona assignatura de qualsevol dels altres cinc grups. Els estudiants normalment trien fer-ho per poder especialitzar-se de cara als estudis universitaris (per exemple, un estudiant amb inclinació a les ciències de la salut pot estudiar Biologia i Química NS, o un estudiant amb vocació més humanística pot estudiar Història i Filosofia), de manera que en moltes ocasions els centres ni tan sols oferixen una assignatura d'aquest grup.

### Monografia
La monografia és un assaig de 4.000 paraules basat en un treball de recerca dirigit per l'alumne mateix i supervisat per un professor del centre. L'estudiant tria un tema d'investigació específic que siga del seu interés, al camp de qualsevol de les assignatures oferides pel BI, encara que l'alumne no la curse. És condició sine qua non per l'obtenció del Diploma.

### Teoria del coneixement (TDC)
Aquest requeriment consistix en un curs de teoria del coneixement de 100 hores lectives sobre les diverses àrees i formes de coneixement, i la reflexió de l'alumne com a actor de coneixement. S'avalua amb una presentació oral en grup de 10-15 minuts i un assaig individual de 1.500 paraules basat en un dels títols que l'IBO prescriu cada any.

### Creativitat, acció i servei (CAS)
Els alumnes han de completar 50 hores de creativitat, 50 hores d'acció i 50 hores de servei participant en activitats artístiques, esportives i de voluntariat, respectivament. L'OBI supervisa però no avalua el compliment d'aquest requeriment.

## Avaluació
Al final dels dos anys que dura el programa es realitza l'avaluació. Cadascuna de les sis assignatures té una puntuació màxima de 7 punts, i la Monografia i Teoria del Coneixement es puntuen amb 3 punts en conjunt. Entre altres condicions, el Diploma s'atorga als estudiants que obtinguin 24 punts dels 45 màxims, dels quals almenys 12 punts s'han d'obtindre en les assignatures de Nivell Superior.

### Avaluació interna
En totes les assignatures hi ha un component d'entre un 20 i un 30% d'avaluació interna realitzada pels professors basant-se en criteris de correcció establerts per l'OBI. Els components d'avaluació interna són treballs individuals de diversos tipus que l'alumne realitza al llarg del curs: comentaris i presentacions orals, assaigs i projectes de recerca, articles, investigacions matemàtiques, pràctiques de laboratori, etc. L'avaluació interna està moderada externament per supervisors de l'OBI que inspeccionen una mostra aleatòria de les correccions dels professors dels centres adscrits.

### Avaluació externa
La major part de l'avaluació es realitza amb dues o tres proves escrites per assignatura, corregides externament per examinadors de l'OBI aliens al centre adscrit. Aquests examinadors corregixen basant-se en criteris prèviament establerts i la seua tasca és inspeccionada per examinadors supervisors. Les proves escrites es duen a terme al centre adscrit seguint una normativa i un calendari imposats per l'OBI. La correcta implementació d'aquesta normativa és supervisada per un equip d'expertes de l'OBI que pot presentar-se sense previ avís al centre a la data de l'examen. Alguns components d'avaluació externa són, en comptes d'examinacions, treballs escrits supervisats pels professors del centre però corregits per examinadors externes, com és el cas de la Monografia, Teoria del Coneixement o la tasca de literatura mundial de les assignatures del grup 1.